# 1990 HO3
1990 HO3 är en asteroid i huvudbältet som upptäcktes den 29 april 1990 av den polska astronomen Anna N. Zytkow och den brittiska astronomen Mike Irwin vid Siding Spring-observatoriet.
Asteroiden har en diameter på ungefär 9 kilometer och den tillhör asteroidgruppen Themis.